# Duna Federico Kirbus
La duna Federico Kirbus es una duna ubicada en el poblado de Medanitos, en el Bolsón de Fiambalá, en el departamento de Tinogasta de la provincia de Catamarca, en el noroeste de la República Argentina.

## Toponimia
El nombre de esta duna hace honor al periodista, escritor e investigador argentino Federico B. Kirbus, quien fue el descubridor de su valor.

## La duna más alta del mundo
Esta duna es la más alta del mundo, con una altura de 1234 metros. Nace en una cota de 1611 m s. n. m. y culmina a 2845 m s. n. m., superando incluso la cresta de la sierra de Zapata. Su base se encuentra en las coordenadas 27°32′S 67°34′O / -27.533, -67.567.
Es 28,27 % mayor que la segunda, también sudamericana, la Duna Grande, ubicada en el departamento de Ica, en Perú, en las coordenadas 14°59.452′S 74°49.084′O / -14.990867, -74.818067, la cual suma 924 metros, es decir, 306 metros menos.